# 武智馨
武智 馨（たけち かおる、1899年4月20日 - 1987年12月3日）は、日本の機械工学者。大阪工業大学名誉教授。工学博士（名古屋大学）。元広海軍工廠鋳物実験部長・海軍技術者。日本鋳造協会関西支部元顧問。鋳物工学研究の第一人者の一人。 
専門は、鋳造工学・鋳物工学。

## 略歴
1899年愛媛県松山市生まれ。1923年京都帝国大学工学部機械工学科卒業。広海軍工廠・横須賀海軍工廠などで、鋳物砂の調査に携わる。1935年ドイツ留学（技術監督官）、国際鋳物会議へ出席。1940年広海軍工廠鋳物実験部所長、戦艦のプロペラ鋳造に従事。1944年東京軍儒省鋳造技術指導班班長（第1級鋳物工場の技術指導）を経て、広海軍工廠素材部長兼鋳物実験部長。1945年終戦により、同海軍除隊。鋳物専門家として、日本国内（東北～九州）の鋳物工場の指導に従事。1952年名古屋大学にて工学博士。
同年、大阪工業大学工学部機械工学科に着任。機械工学教室を担当し、同学科に鋳造工学講座「鋳物研究室」を開設。第1期研究室生から第25期研究室生までの卒業生を送り出した。その研究室卒業生により「かおる会」が1959年に結成された。1970年定年退職。1977年大阪工業大学名誉教授。1987年12月3日逝去。
大阪工業大学工学部機械工学科で25年の長きに渡り教鞭を執り、初期の鋳造工学の研究・育成に貢献した。
主な所属学会は、日本機械学会、日本鋳造工学会。主な著書は、鋳造工学概論 全訂版（単著、理工図書1969、学術書）。

## 主な研究
- 軍艦用プロペラの鋳造
- 鋳物砂の強弱試験方法に就て[11]
- 軽合金及び銅合金の鋳造に就て
- 鋳鍛造と熱処理について
- 薄肉鋳鋼鋳物の製造
- 乾燥鋳型に注湯するヘッド圧力に人工的に火薬爆発における爆発圧力を加える爆発鋳造の試験